# Szamoty (Grande-Pologne)
Pour les articles homonymes, voir Szamoty.
Szamoty (prononciation : [ʂaˈmɔtɨ]) est un  village polonais de la gmina de Szamocin dans le powiat de Chodzież de la voïvodie de Grande-Pologne dans le centre-ouest de la Pologne.
Il se situe à environ 3 kilomètres au nord-est de Szamocin (siège de la gmina), 19 kilomètres au nord-est de Chodzież (siège du powiat), et à 74 kilomètres au nord de Poznań (capitale de la Grande-Pologne).

## Histoire
De 1975 à 1998, le village faisait partie du territoire de la voïvodie de Piła.

Depuis 1999, Szamoty est situé dans la voïvodie de Grande-Pologne.